# Stellaria holostea
A espécie Stellaria holostea é uma planta vivaz, herbácea, da família dos cravos.

## Descrição
Semelhante à espécie Stellaria media (conhecida por "morugem vulgar"), mas com flores brancas de maiores dimensões, com um diâmetro de 20 a 30 cm e dispostas em panícula. 

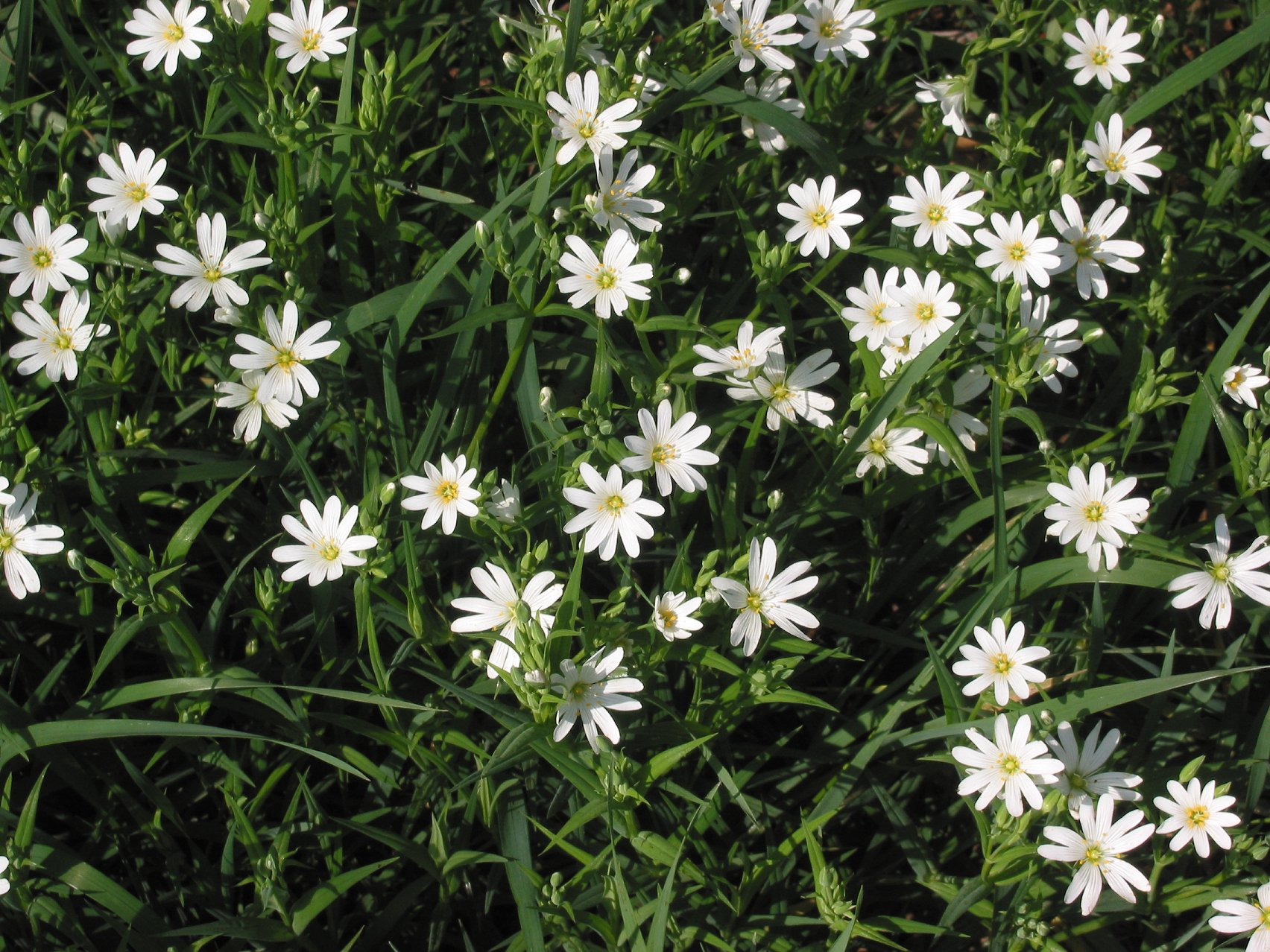
Tufo de Stellaria holostea

As pétalas são fendidas a meio do seu comprimento e são bastante mais compridas que as sépalas. tem 10 estames e 3 carpelos. De todas as plantas semelhantes, é a que tem as flores maiores, excepto no caso da espécie Cerastium arcticum que tem folhas totalmente diferentes e habita no Árctico. Todas as folhas são séceis (sem pecíolo), estreitas, lanceoladas, ficando menores à medida que se distanciam da base, até formarem uma extremidade pontiaguda. As folhas são de um coloração verde-azulada.
Os caules são quadrados (em secção transversal).

## Habitat
Cresce em bosques, sebes e caminhos sombrios.